# HMS Rodney (1884)
Pour les autres navires du même nom, voir HMS Rodney.
Le HMS Rodney était un des six navires cuirassés de Classe Admiral construits pour la Royal Navy dans les années 1880.
Ce navire fut le dernier cuirassé britannique à porter une figure de proue, bien que des navires plus petits aient continué à en porter.

## Contexte et conception
La classe Admiral a été construite en réponse aux cuirassés français Hoche et de la Classe Marceau. Le Rodney et son navire-jumeau (sister ship), le Howe, étaient des versions agrandies et améliorées du Collingwood. Les deux navires avaient une longueur entre perpendiculaires de 99,1 m, une largeur de 20,7 m et un tirant d'eau de 8,5 m à pleine charge. Ils déplaçaient 10 300 tonnes longues (10 500 tonnes) à charge normale, soit 800 tonnes longues (813 tonnes) de plus que le Collingwood, principalement en raison de l'armement plus lourd, qui augmentait également le tirant d'eau de 457 mm. Les navires avaient un effectif de 525 à 536 officiers et matelots.

### Propulsion
Le navire était propulsé par une paire de moteurs à vapeur à expansion composée inversée à 3 cylindres, chacun entraînant une hélice. Les moteurs Humphrys produisaient un total de 7 500 chevaux-vapeur indiqués (5 600 kW) à tirage thermique normal et 11 500 chevaux-vapeur indiqués (8 600 kW) à tirage thermique forcé, utilisant la vapeur fournie par une douzaine de chaudières cylindriques.
Les navires-jumeaux étaient conçues pour atteindre une vitesse de 15,7 nœuds (29,1 km/h) à tirant d'eau normal et le Rodney a atteint 17,4 nœuds (32,2 km/h) lors de ses essais en mer en utilisant le tirage thermique forcé. Les navires transportaient un maximum de 1 200 tonnes longues (1 219 t) de charbon qui donnaient 7 200 milles nautiques (13 300 km) à une vitesse de 10 nœuds (19 km/h).

### Armement
Contrairement au Collingwood, les quatre derniers navires de la classe Admiral étaient équipés d'un armement principal composé de canons rayés à chargement par la culasse (BL) de 13,5 pouces (343 mm) Mk II de 30 calibres, au lieu des canons de 12 pouces (305 mm) des navires précédents.
Les quatre canons étaient montés dans deux barbettes jumelées, une à l'avant et une à l'arrière de la superstructure. Les barbettes étaient ouvertes, sans capot ni bouclier, et les canons, montés sur une plaque tournante, étaient entièrement exposés. Les obus de 570 kg tirés par ces canons ont été crédités de la capacité de pénétrer 711 mm de fer forgé à 910 m avec une charge de 290 kg de poudre brune sans fumée (SBC). Ils étaient portés à environ 6,1 m au-dessus de la ligne de flottaison et avaient chacun un arc de tir de 270 degrés. À l'élévation maximale, les canons avaient une portée d'environ 10 930 m avec le SBC ; plus tard, une charge de 85 kg de cordite a été substituée au SBC, ce qui a porté la portée à environ 11 540 m. La production des canons lourds de ce navire et de ses navires-jumeaux a connu des retards importants en raison de fissures dans la couche la plus interne des canons, ce qui a considérablement retardé la livraison de ces navires.
L'armement secondaire du Rodney consistait en six canons BL 6 pouces (152 mm) Mk IV de 26 calibres sur des supports simples positionnés sur le pont supérieur au milieu du navire, trois sur chaque flanc. Ils tiraient des obus de 45 kg qui avaient la capacité de pénétrer 267 mm de fer forgé à 900 m. Ils avaient une portée de 8 070 m à une élévation de +15° en utilisant de la poudre noire prismatique. À partir de 1895 environ, tous ces canons ont été convertis en canons à tir rapide (QF) avec une cadence de tir beaucoup plus rapide. L'utilisation de la cordite a permis d'augmenter leur portée à 8 481 m. Pour se défendre contre les torpilleurs, les navires transportaient une douzaine de canons Hotchkiss QF 6-pounder de 2,2 pouces (57 mm). Le Rodney possédait également quatre tubes lance-torpilles de 14 pouces (356 mm) au-dessus de l'eau, à l'arrière du navire.
Lors d'un carénage en 1901, ses canons Hotchkiss de 6 livres à tir rapide ont été remplacés par des canons Nordenfelt mark I de 6 livres à tir rapide.

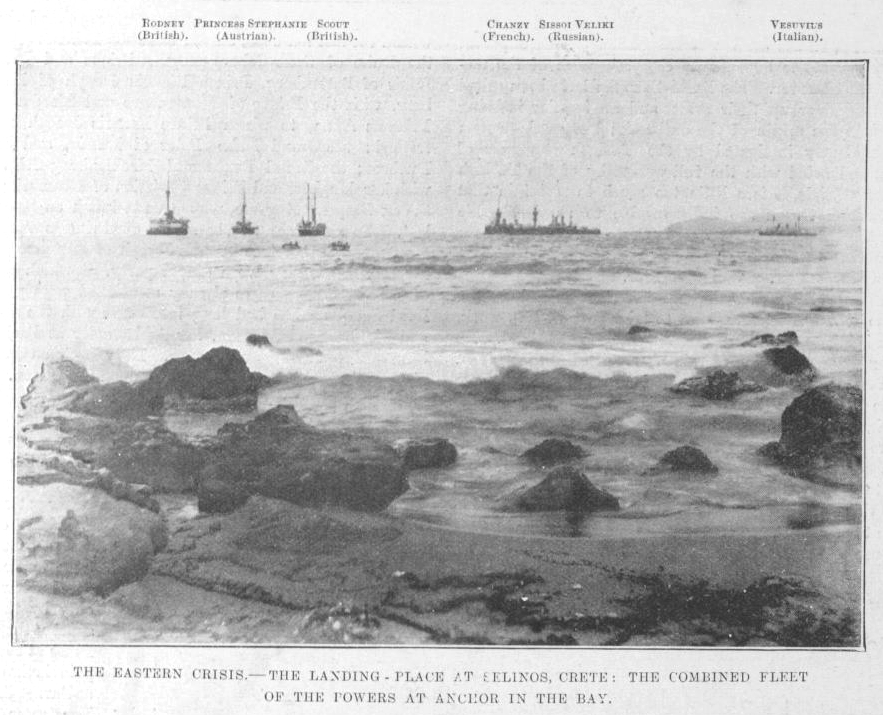
Les navires de l'Escadron international ont jeté l'ancre au large de Selino Kastelli, en Crète, tout en soutenant l'expédition à Kandanos. De gauche à droite : le Rodney, le cuirassé austro-hongrois SMS Kronprinzessin Erzherzogin Stephanie, le croiseur torpilleur britannique, le croiseur blindé français Chanzy, le cuirassé russe Sissoi Veliky et le croiseur protégé italien Vesuvio.

### Blindage
Le schéma de blindage du Rodney et du Howe était pratiquement identique à celui du Collingwood. La ceinture de blindage  de la ligne de flottaison, constituée d'un blindage composite, s'étendait au milieu des navires entre l'arrière de chaque barbette sur une longueur de 42,7 m. Elle avait une hauteur totale de 2,3 m, dont 2 m sous l'eau et 0,3 m au-dessus à charge normale ; à charge profonde, leur tirant d'eau augmentait encore de 152 mm. Les 1,2 m supérieurs de la ceinture de blindage avaient une épaisseur de 457 mm et les plaques s'effilaient à 203 mm au niveau du bord inférieur. Des cloisons latérales aux extrémités de la ceinture la reliaient aux barbettes ; elles avaient une épaisseur de 406 mm au niveau du pont principal et de 178 mm en dessous.
L'épaisseur des barbettes variait de 254 à 292 mm, les palans à munitions principaux étant protégés par des tubes blindés aux parois de 305 mm d'épaisseur. Les tours de contrôle avaient également des parois de cette épaisseur ainsi que des toits de 51 mm d'épaisseur. Le pont de la citadelle blindée centrale avait une épaisseur de 76 mm et le pont inférieur avait une épaisseur de 64 mm depuis les extrémités de la ceinture jusqu'à la proue et la poupe.

## Construction et carrière
Le Rodney est mis en service le 20 juin 1888 dans la Home Fleet. Il est maintenu en réserve jusqu'en juillet 1889, et après avoir participé à des manœuvres jusqu'en septembre 1889, il sert avec la Channel Fleet (flotte de la Manche) jusqu'en mai 1894. Il est alors affecté à la Mediterranean Fleet (flotte de la Méditerranée), où il reste jusqu'en 1897.

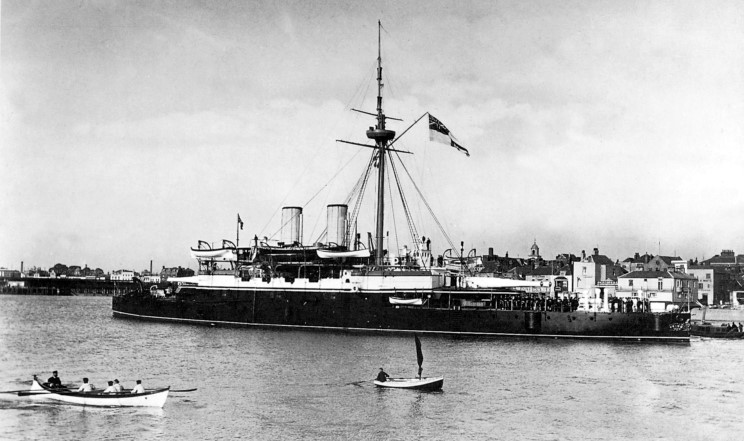
Le Rodney entre 1888 et 1901

Pendant son service en Méditerranée, le Rodney fait partie de l'Escadron international, une force multinationale composée de navires de la marine austro-hongroise, de la marine française, de la marine impériale allemande, de la marine royale italienne (Regia Marina), de la marine impériale russe et de la Royal Navy, qui intervient dans le soulèvement des chrétiens grecs de 1897-1898 contre la domination de l'Empire ottoman en Crète. Le 9 février 1897, il est l'un des premiers navires à arriver au large de la Crète, accompagnant le cuirassé HMS Revenge, navire-amiral du contre-amiral Robert Harris, pour renforcer le navire britannique en poste en Crète, le cuirassé HMS Barfleur,,. Début mars 1897, avec le consul britannique à La Canée, Alfred Biliotti, à bord, il participe à une opération de l'Escadron international pour sauver des soldats ottomans et des civils turcs crétois à Kándanos, en Crète. Il s'est joint à d'autres navires pour mettre à terre un groupe de débarquement international à Selino Kastelli sur la côte sud-ouest de la Crète pour cette expédition de quatre jours, qui était placée sous le commandement du captain John Harvey Rainier,,,. À la fin de mars 1897, il a bombardé les insurgés crétois qui tentaient de miner les murs du fort ottoman de Kastelli-Kissamos, les repoussant, et l'escadron international a débarqué 200 Royal Marines et 130 marins et marines austro-hongrois pour réaménager le fort et démolir les bâtiments voisins qui avaient servi de couverture à l'effort de minage.
Le Rodney a quitté la Méditerranée plus tard en 1897. Par la suite, il a été le navire des garde-côtes basé dans le Firth of Forth sous le commandement du Capitaine Gerald Walter Russell jusqu'en février 1901, quand il a navigué vers Chatham pour une remise en état. Il est resté en réserve jusqu'à sa vente le 11 mai 1909 à T. W. Ward et mis au rebut à Morecambe en  Angleterre.

## Sources
- (en) Cet article est partiellement ou en totalité issu de l’article de Wikipédia en anglais intitulé « HMS Rodney (1884) » (voir la liste des auteurs).